# Tony Kaye
Tony Kaye, właśc. Anthony John Selvidge (ur. 11 stycznia 1946 w Leicesterze) – brytyjski muzyk rockowy, grający na instrumentach klawiszowych, najbardziej znany z uczestnictwa w grupie Yes w latach 1968–1971 oraz ponownie pomiędzy 1982 i 1995.

## Życiorys
Pochodził z rodziny o umiarkowanych tradycjach muzycznych (jego dziadek grał na saksofonie, babka była amatorską pianistką). Po ukończeniu szkoły średniej zdał egzaminy do Royal College of Music, jednak wkrótce wycofał się z niej podejmując studia plastyczne w Leicester Art College, tak motywując zmianę kierunku:
Zrozumiałem, że nie jestem pianistą dużego kalibru. Tylko garstka osób może być wirtuozami. Reszcie zostaje albo gra w orkiestrze, albo nauka dzieci.
Kaye w połowie lat 60. przerwał naukę i zaangażował się w lokalne zespoły rockowe, m.in. Johnny Taylor’s Star Combo i The Federals (grupę towarzyszącą Royowi Orbisonowi). Koncertował z nimi w Wielkiej Brytanii oraz na kontynencie europejskim. W lecie 1968 poznał Chrisa Squire’a, który zaproponował Kaye’mu udział w nowo powstałym zespole Yes. Razem z Yes Kaye nagrał trzy płyty: Yes (1969), Time and a Word (1970) oraz The Yes Album (1971). Grał tam głównie na organach Hammonda, był współkompozytorem jednego z utworów: Yours Is No Disgrace. Po nagraniu The Yes Album Kaye został usunięty z Yes. Jako przyczynę biografie podają konflikt z (nowym wówczas) gitarzystą Yes, Steve’em Howe’em oraz niechęć do wykorzystania syntezatorów oraz melotronu. W składzie Yes Kaye zastąpiony został przez Ricka Wakemana.
Po usunięciu z Yes, Kaye przystąpił do zespołu Flash, założonego przez Petera Banksa, również byłego członka Yes i uczestniczył w nagraniu pierwszej płyty Flash. Następnie razem z Davidem Fosterem (jednym z autorów piosenek dla Yes) założyli grupę Badger, która wydała dwa albumy: One Live Badger (1973) i White Lady (1974). W latach 1974–1975 Kaye grał w zespole Davida Bowie, następnie przyłączył się w 1977 do grupy Detective, a w 1979 Badfinger.
W 1982 po rozpadzie Badfinger Tony Kaye zaproszony został przez Chrisa Squire’a do grupy Cinema, którą ten tworzył wraz z południowoafrykańskim gitarzystą, Trevorem Rabinem oraz innym członkiem Yes, Alanem White. Po dołączeniu Jona Andersona zespół przybrał nazwę Yes. Kaye brał udział w nagraniach i koncertach zespołu aż do rozpadu składu z Rabinem w roku 1995. Jego udział w kompozycjach był jednak niewielki, na płytach dużą część instrumentów klawiszowych nagrywał sam Trevor Rabin, zaś na koncertach Kaye był wspomagany przez muzyków grających za sceną.
Po 1995 Kaye ograniczył swoją działalność muzyczną. Po roku 2005 uczestniczył w kilku projektach inspirowanych przez Billy’ego Sherwooda (gitarzystę Yes z lat 90.), brał m.in. udział w nagraniu płyt z coverami zespołu Pink Floyd (Back Against The Wall) oraz płyty zespołu Circa: założonego przez Squire’a i Sherwooda.